# Huis Leeuwenburg
Huis Leeuwenburg is een laatnegentiende-eeuwse villa in de gemeente Vught. 

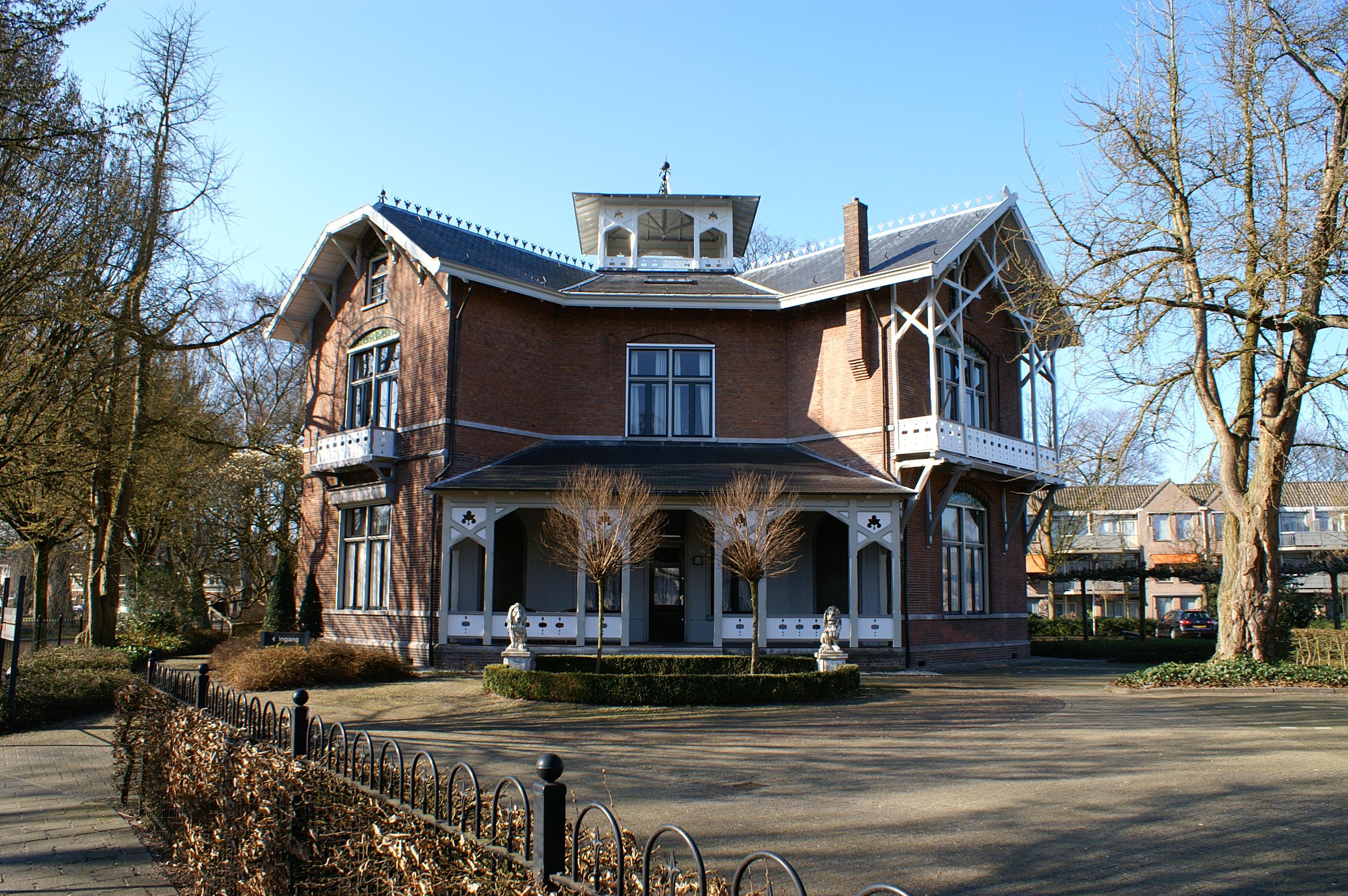
Leeuwenburg

De oudste vermelding van Leeuwenburg stamt uit 1543. Het kasteel is dan verwoest, maar in 1589 beschrijft Philips, baron van Leefdael zijn 'Beschrijving van de Meierij van 's-Hertogenbosch' het als een hoog, stenen huis omringd door een gracht.
In 1589 is het kasteel in handen van Folcart Henrickszn van den Dijck. Via achtereenvolgens de families Monix en Van Horen, komt het huis in 1650 aan James Hendersone, kolonel in dienst van de koning van Spanje. Zijn weduwe, Agnes Stuart, doet het in 1667 over aan Thomas Riddell. In 1679 wordt er door de deurwaarder beslag gelegd op het huis, en in 1684 nog een keer. In 1699 wordt het kasteel gekocht door Johan van Lier. In 1711 volgt er weer een beslag, en wordt het verkocht aan mr. Daniel de Lobell. Dan blijft het een tijd rustig rond het huis, en pas in 1770 wordt het opnieuw verkocht, en in 1790 komt het in handen van drie heren: Johan Balthasar van Wiedenkeller, en Christiaan en Gijsbertus van Beresteijn; die het gelijk doorverkochten aan markiezin De Vichy. Diens erfgenaam, Antoine Jean François Marie Joseph de Vichy, laat het huis verkopen aan Hartog Simon, die het goed verkavelde. Henrik Lathouwers kocht vervolgens het huis, en Joseph Janze kocht de neerhuizing. 
Aan het eind van de negentiende eeuw werd het kasteel gesloopt, en in 1890 liet Johan Christof Margraff het huidige huis bouwen.
Vanaf 1921 werd het gebouw gebruikt als raadhuis, totdat de gemeente in 1937 naar het nabijgelegen Leeuwenstein verhuisde. Daarop kochten de zusters Franciscanessen het huis, en namen het in gebruik als pension. 
Momenteel zijn er kantoren in het pand gevestigd.
Huis Leeuwenburg is een rijksmonument.